# Bahnhof Sassnitz Hafen
Der Bahnhof Sassnitz Hafen (bis 1993: Saßnitz Hafen) war als Fährbahnhof bis 1998 Ausgangspunkt der Fährverbindung Sassnitz–Trelleborg. 1897 als Warenumschlagpunkt für den Postschiffverkehr zwischen dem Deutschen Reich und Schweden eingerichtet, erfolgte 1909 die Aufnahme des Trajektverkehrs zwischen beiden Staaten. Knapp 90 Jahre später wurde die immer wieder erweiterte Anlage durch den Fährhafen Sassnitz in Mukran ersetzt. Das Bahnhofsgelände steht als Bestandteil des ehemaligen Stadthafens unter Denkmalschutz und wird unter der lfd. Nr. 652-Hafenanlagen geführt.

## Lage und Aufbau

Hafenbahnhof Sassnitz mit Mole und Kreideverladung

Der Anschluss zum Hafen erfolgte über eine knapp zwei Kilometer lange Stichstrecke, die vom Endpunkt der Bahnstrecke Stralsund–Sassnitz, vom Bahnhof Sassnitz aus, in einem Bogen um die Innenstadt führte. Die eingleisige Strecke überwand dabei einen Höhenunterschied von über 30 Metern bei einem maximalen Gefälle von 27 Promille und war damit eine Steilstrecke. Nach einer erneuten Spitzkehre konnten die Züge in die jeweiligen Bahnhofsgleise einfahren. Die Bahnsteiggleise waren Stumpfgleise, zum Bedienen der Fährbetten waren weitere Rangierbewegungen nötig. Sie wurden nicht benutzt, wenn die Reisezugwagen direkt vom Ausziehgleis an oder von Bord der Fährschiffe gesetzt wurden.
Kernstück der Anlage bildete der Fährterminal, bestehend aus zwei für das Einlaufen über Heck ausgelegten Fährbetten mit Fährbrücken und je einer Vierfachweiche, einem Zollbahnsteig sowie dem als „Glasbahnhof“ bezeichneten Zugangsbauwerk zu den Fährschiffen. Glasbahnhof und Zollbahnsteig waren über eine Fußgängerbrücke miteinander verbunden. Daneben bestanden umfangreiche Anlagen für den Güterverkehr, unter anderem die Gleisanschlüsse des VEB Fischkombinat, Lokschuppen und weitere Zolleinrichtungen. Für das Übersetzen von Kraftfahrzeugen wurde 1957 ferner eine 150 Meter lange Brücke über das Bahnhofsgelände errichtet, die als Zu- und Abfahrt diente.
Die Gleisanlagen sind seit der Streckenstilllegung Ende 2000 weitgehend abgebaut worden, darunter auch die Zufahrt zum Fährbett I einschließlich der Vierfachweiche. Die Bahntrasse wurde als Fuß- und Radweg ausgebaut. Die Kfz-Brücke wurde durch eine Hängebrücke für Fußgänger in etwas anderer Lage ersetzt. Die Brücke zum Fährbett II besteht noch, ebenso der leer stehende Glasbahnhof sowie ein Güterschuppen aus den Anfängen des Trajektverkehrs.

## Geschichte
Gleichzeitig mit Eröffnung der Postschifflinie Sassnitz–Trelleborg am 1. Mai 1897 wurde die Stichstrecke zum Hafen eröffnet. Der Bahnhof diente zunächst ausschließlich dem Warenumschlag zwischen Schiff und Bahn. Das Umladen nahm jedoch viel Zeit in Anspruch, zudem gelangten die Dampfer schnell an ihre Kapazitätsgrenze. Am 15. November 1907 schlossen daher Deutschland und Schweden einen Staatsvertrag zur Einrichtung eines Eisenbahnfährverkehres auf dieser Verbindung. Der bereits vorhandene Eisenbahnanschluss und die günstige seeseitige Lage trugen unter anderem dazu bei.
Am 7. Juli 1909 wurde der fahrplanmäßige Betrieb aufgenommen. Zuvor war von 1901 bis 1909 die 1510 Meter lange Ostmole erbaut worden, die das Hafenbecken absicherte. Die kleinere Westmole war für den Kreideumschlag erbaut worden.
Trotz guter seeseitiger Lage stellte die landseitige Anbindung aufgrund des Platzmangels einen Engpass dar. Das zweimalige Kopfmachen in den Bahnhöfen Sassnitz Hafen und Sassnitz war umständlich, ferner war die Achszahl der Züge auf Grund der Steigungen von bis zu 27 Promille begrenzt. Die eingeengte Lage des Hafenbahnhofs kam hinzu. Daher war bereits vor 1914 der Bau einer neuen Anbindung über Mukran vorgesehen, 1937 bis 1939 begann die Deutsche Reichsbahn (DR) mit dem Bau dieser Verbindungsbahn. Beide Vorhaben fielen den jeweiligen Weltkriegen zum Opfer.
Der Fährverkehr entwickelte sich bis zum Zweiten Weltkrieg positiv. Am 26. November 1944 wurden jedoch die schwedischen Häfen für deutsche Schiffe gesperrt. Ein anglo-amerikanischer Bombenangriff am 6. März 1945 zerstörte neben 537 Wohnungen im Ort mit Mole und Kaianlagen weite Teile der Hafen- und Bahnhofsanlagen. Der provisorische Wiederaufbau konnte 1947/48 abgeschlossen werden, am 16. März 1948 wurde der Fährverkehr wieder aufgenommen.

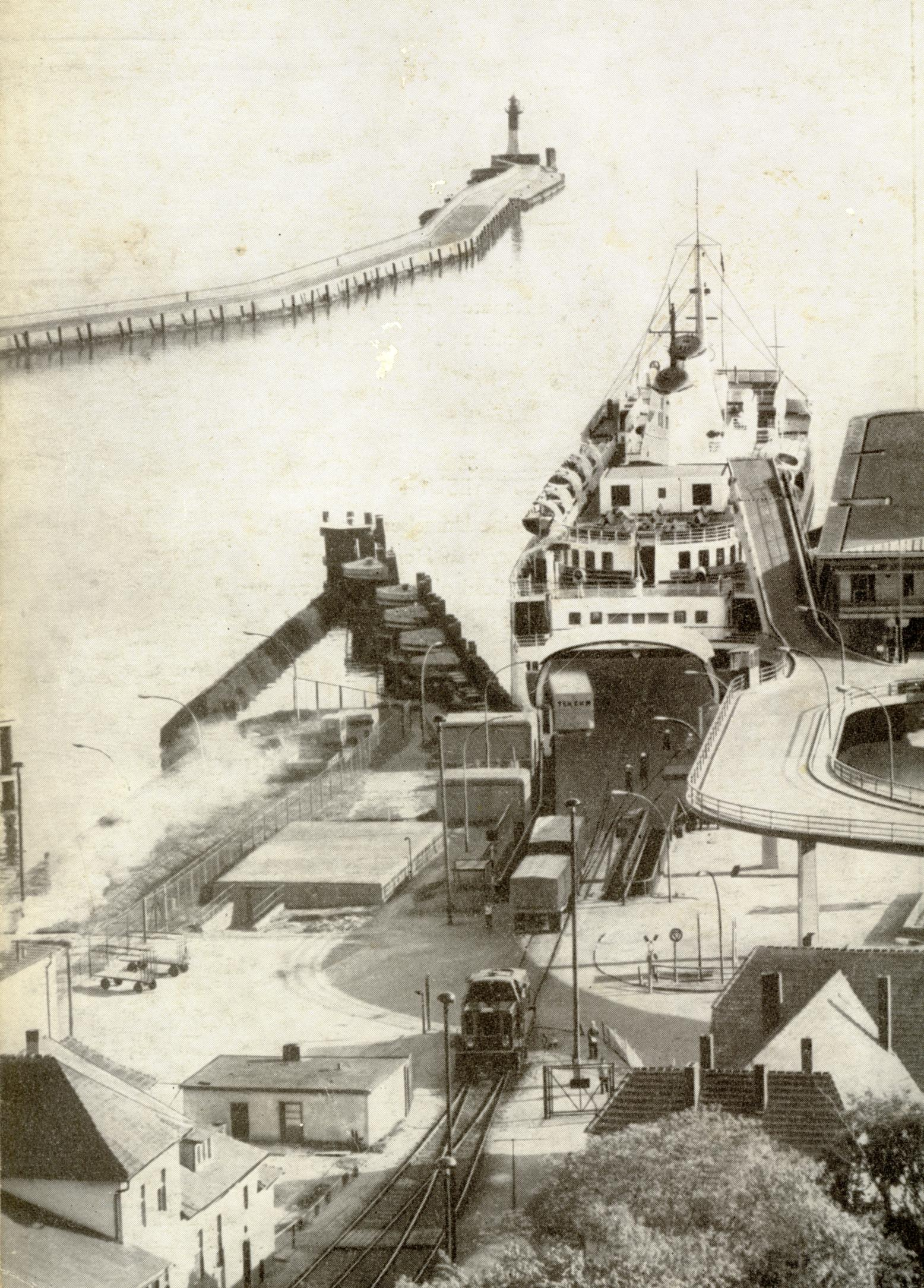
Fährhafen Sassnitz, um 1978

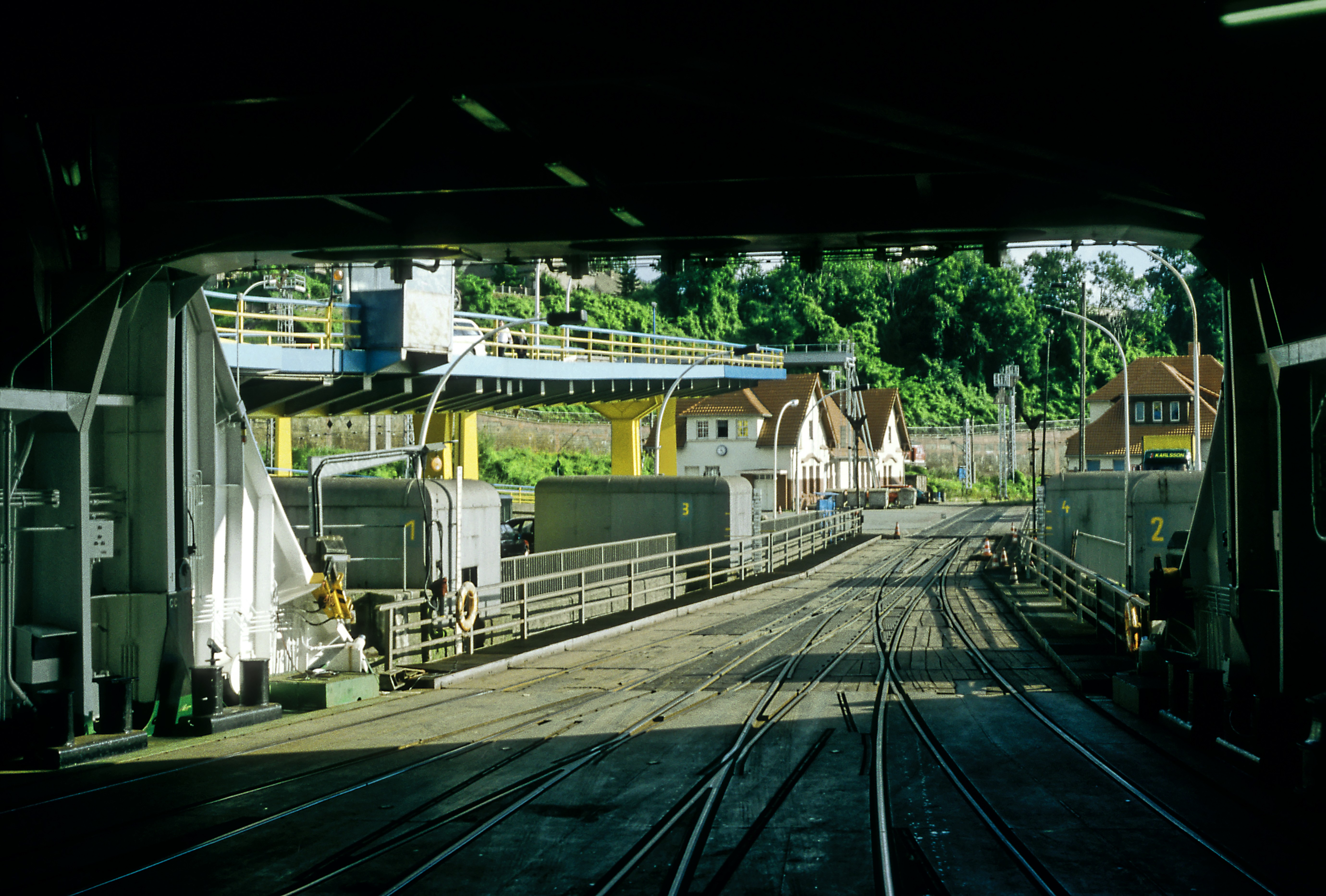
Fährbrücke mit Vierfachweiche vom Hauptdeck des MFS Sassnitz, August 1996

Um einerseits dem steigenden Güterverkehr gerecht zu werden, andererseits den privaten Kraftfahrzeugverkehr nicht ins Hintertreffen geraten zu lassen, setzten die schwedischen Staatsbahnen (SJ) und die Deutsche Reichsbahn (DR) ab 1958 beziehungsweise 1959 neue, viergleisige Fähren ein. Das Fährbett I wurde dafür für das Anlegen von fünfgleisigen Fährschiffen umgebaut, verbreitert und erhielt anstelle der eingleisigen Fährbrücke eine solche mit einer Vierfachweiche. Die Brücke besteht aus zwei je 25 Meter langen, gelenkig miteinander verbundenen Überbauten. Sie ist in der Lage, Tauchtiefen von 1,30 Metern und Wasserspiegelschwankungen von 1,10 Metern gegenüber Mittelwasser auszugleichen. Für den Kraftfahrzeugverkehr wurde zwei Jahre zuvor eine Brücke als Zufahrt über das Bahnhofsareal gespannt. Die Straßenfahrzeuge überquerten diese nach der Grenzübergangsstelle und gelangten dann über eine separate Brücke auf die Fähren. Als Empfangsgebäude entstand zwischen beiden Fährbetten der in Stahlskelettbauweise errichtete Glasbahnhof. Die Umbauten wurden am 6. Juli 1959 abgeschlossen, gleichzeitig wurde das Fährschiff Sassnitz in Dienst gestellt. Das Fährbett II wurde nach Ausmusterung der letzten Vorkriegsfähren in den Jahren 1975 bis 1977 ebenfalls umgebaut. Die separaten Brücken für Kraftfahrzeuge wurden zeitgleich zurückgebaut. 1977 verkehrten die Fährschiffe Sassnitz, Rügen und Stubbenkammer der Deutschen Reichsbahn und die Trelleborg, Skåne und Svealand der schwedischen Staatsbahn. 1977 wurde noch die modernste Fähre, die Rostock, in Dienst gestellt. Sie war in Norwegen für die „Königslinie“ gebaut worden und hatte 605 Meter Gleislänge für 49 Wagen. Durch diese Fähren konnten täglich bis zu 1000 Wagen trajektiert werden. Ergänzend wurde bei Sagard ein Engpass am Bahnübergang durch einen Brückenbau beseitigt. Das Fährbett I wurde 1984 von der DR nochmals erweitert. 1981 wurden die Trelleborg und 1989 die Sassnitz durch Neubauten ersetzt. Am 27. Mai 1989 wurde die Hafenbahn elektrifiziert.

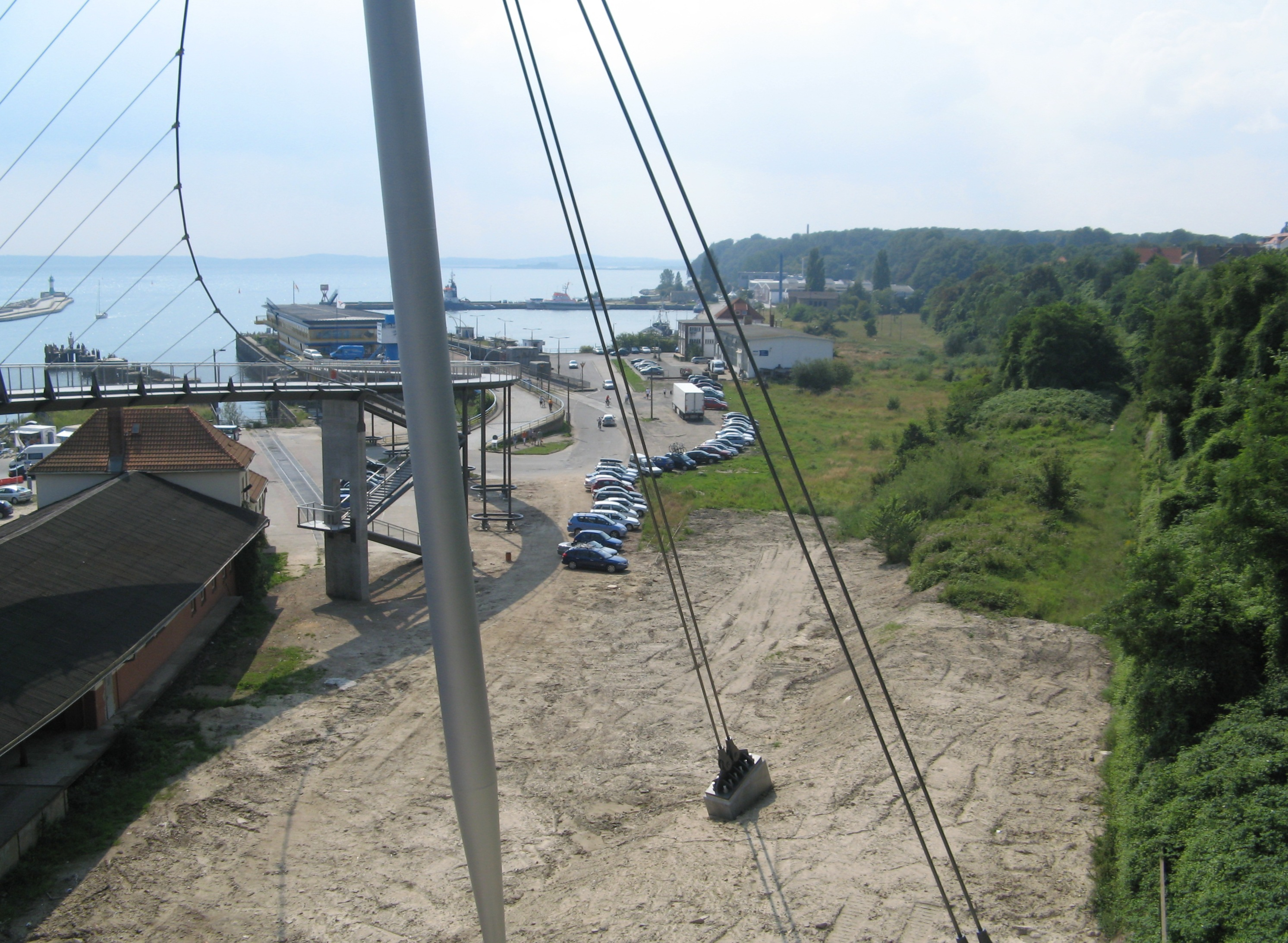
Blick von der Fußgängerbrücke über das ehemalige Bahnhofsareal, 2007

Nach der Wende ging der Trajektverkehr im benachbarten neu erbauten Fährhafen Mukran erheblich zurück. Durch die nun frei gewordenen Kapazitäten konnte der Betrieb der Königslinie dorthin verlagert werden. In den Jahren 1996 und 1997 wurden mit einem Aufwand von 175 Millionen DM die dafür erforderlichen Maßnahmen umgesetzt.
Am 7. Januar 1998 um 7:15 Uhr legte mit dem Fährschiff Trelleborg die letzte Fähre im alten Fährbahnhof an. Sechs Stunden darauf wurde die Sassnitz als erstes Schiff im nun als Fährhafen Sassnitz bezeichneten Hafen empfangen. Im gleichen Jahr wurde das Hafengelände einschließlich der Bahnanlagen und des Anlegers in die Denkmalliste des Landkreises Rügen aufgenommen.
Die Stadt beabsichtigte nach Einstellung des Fährbetriebes das Gelände vor allem touristisch zu nutzen. Der Glasbahnhof diente bereits seit 1996 als Sassnitzer Fischerei- und Hafenmuseum. Im Jahr 2000 wurden jedoch die Gleisanlagen, der Grenzturm als auch die Straßenzufahrtsbrücke ohne Genehmigung zurückgebaut. Der Landkreis sah von einer Verfolgung als Ordnungswidrigkeit ab, da die übrigen Anlagen erhalten blieben. Der Denkmallisteneintrag wurde später entsprechend abgeändert. Anstelle der Straßenbrücke überspannt seit 2007 an annähernd gleicher Stelle eine Fußgängerbrücke nun das ehemalige Bahnhofsgelände.
Vom Hafen aus gehen drei Schiffslinien im Ausflugsverkehr zur Stubbenkammer und zum Kap Arkona, sowie nach Binz, Sellin und Göhren. Im Hafen liegt auch das britische U-Boot Otus zur Besichtigung. Es gibt eine Reihe von gastronomischen Einrichtungen. Der Hafen hat sich damit zum touristischen Schwerpunkt der Stadt entwickelt.

## Verkehr
Der Hafenbahnhof war vor allem für den Güterfährverkehr von Bedeutung, lokaler Güterverkehr fand vorwiegend zum Fischwerk statt. Im Personenverkehr diente Sassnitz Hafen ausschließlich zum Übersetzen vom Festland auf die Fähren und umgekehrt sowie als Grenzbahnhof mit Pass- und Zollkontrolle. Der Regionalverkehr endete immer in Sassnitz.
Der Güterumschlag entwickelte sich bis zum Zweiten Weltkrieg überwiegend positiv, spätestens 1944 kam er durch die Sperrung der schwedischen Häfen zum Erliegen. Im Laufe der 1950er Jahre wurde das Vorkriegsniveau bereits wieder erreicht. Seit 1959 war das neuerbaute DR-Fährschiff „Sassnitz“ mit 7000 BRT im Einsatz. Mit dem Einsatz der vier- und später fünfgleisigen Schiffe waren die Voraussetzungen für den Einsatz der TEEM-Güterzüge ab 1961 geschaffen. Die Zahlen stiegen bis zur Wende weiter an und erreichten unmittelbar vor der Wiedervereinigung ihre höchsten Werte mit knapp fünf Millionen Tonnen trajektierter Güter, die benachbarte Fährverbindung Mukran–Klaipėda erreichte zu dieser Zeit eine Leistung von fünfeinhalb Millionen Tonnen.
Im Personenverkehr stand zunächst die Verbindung der deutschen Hauptstadt Berlin mit der schwedischen Hauptstadt Stockholm im Vordergrund. Mit Aufnahme des Postdampferverkehrs am 1. Mai 1897 betrug die Reisezeit zwischen beiden Städten 25 Stunden. Der Einsatz von Trajekten auf der „Königslinie“ seit 1909 verkürzte die Reisezeit zwischen beiden Städten um etwa fünf Stunden gegenüber den Postschiffen von 1897. Bis zum Zweiten Weltkrieg kamen Verbindungen über Rostock nach Hamburg auf deutscher Seite sowie über Göteborg nach Oslo auf skandinavischer Seite hinzu.
Nach dem Krieg begann erst 1948 der Zugverkehr auf der Königslinie, da sowohl Rügendamm als auch die Hafenanlagen in Sassnitz schwer zerstört waren. Auf Grund der alten Staatsverträge liefen dann neben dem starken Güterverkehr auch wieder Personenzüge über die kurze Fährverbindung nach Schweden. Der D 316/317 „Berlinaren“ lief von Berlin nach Malmö und weiter bis Stockholm. Das stellt sich wie folgt dar: Zuglauf von Berlin Zoologischer Garten – Ex 1316 über Berlin-Ostbahnhof – D 316 – Neustrelitz, Stralsund-Rügendamm, Sassnitz Hafen, Trelleborg nach Malmö C. Gebildet war dieses Zugpaar aus Wagen der DR und führte Kurswagen nach Stockholm C. In den 1960er Jahren lief dieses Zugpaar als D 129/130 „Saßnitz-Express“. Die Zugpaare „Saßnitz-Express“ und „Berlinaren“ tauschten zum Sommerfahrplan 1968 die Fahrplanlagen. Die Züge waren meist bis Bergen für den Binnenverkehr freigegeben. Die für den Binnenverkehr gesperrten Abschnitte vor den Grenzbahnhöfen entfielen Ende 1989, die Binnenverkehrsteile der Züge nach und von Malmö endeten und begannen danach in Sassnitz.
| Jahr                 | 1910 | 1913 | 1939 | 1949 | 1958 | 1959 | 1964 | 1969 | 1976 | 1988 | 1996 |
| Umschlag (in 1000 t) | 73   | 134  | 342  | 120  | 580  | 700  | 1378 | 1849 | 3200 | 4800 | 2500 |

## Sonderbriefmarken
Zum 125-jährigen Jubiläum Deutsche Eisenbahn wurde von der Deutschen Post (1960) eine Serie mit drei Werten 10, 20 und 25 Pf (MICHEL-Nr.: 804, 805 A+B u. 806) ausgegeben. Der Entwurf der Marke im Wert von 20 Pf, der den Neuen Bahnhof Sassnitz Hafen und das Fährschiff Sassnitz abbildet, stammt vom Grafiker Dietrich Dorfstecher aus Berlin. Die Auflage betrug 6 Millionen Stück.